# 三角町立三角東小学校
三角町立三角東小学校（みすみちょうりつみすみひがししょうがっこう）は、熊本県宇土郡三角町大字波多（現・宇城市）にあった公立小学校。

## 沿革
- 1874年 - 波多学校創立。
- 1889年 - 波多尋常小学校と改称。
- 1899年 - 三角東尋常小学校と改称。
- 1925年 - 三角東尋常高等小学校と改称。
- 1941年 - 三角東国民学校と改称。
- 1947年 - 三角町立三角東小学校と改称。
- 1970年 - 三角町大字波多1756に移転。
- 2002年 - 三角小学校へ統合。